# Starosadski-Gasse

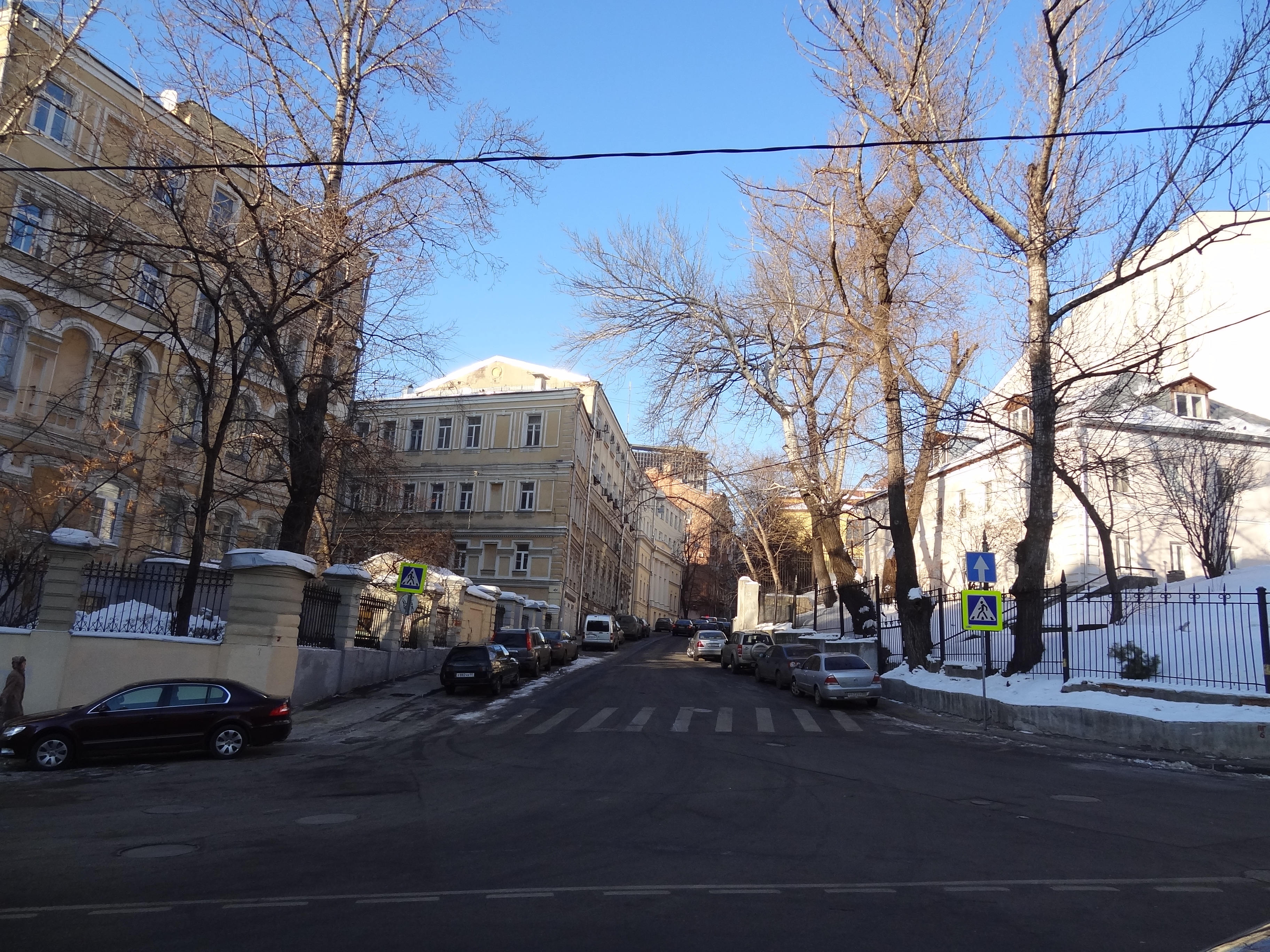
Ende der Starosadskij-Gasse

Die Starosadski-Gasse (russisch Староса́дский переу́лок) ist eine 340 Meter lange Straße im Stadtteil Basmanny im Zentralen Verwaltungsbezirk Moskaus. Sie führt von der Straße Maroseika bis zur Kreuzung Sabelin-Straße und Kleine Iwanowski-Gasse.

## Geschichte
Die Gasse bekam den Namen Starosadski (Altgartengasse) im Jahr 1922 nach dem Obstgarten der Sommerresidenz des Großfürsten Wassili I. Später wurde der Sommerpalast nach Samoskworetschje verlegt und dort ein neuer Obstgarten angelegt; daher erhielt der erste Garten den Namen Altgarten. Danach wurde dieses Gebiet bebaut, wodurch eine Reihe von Gassen entstand. Im 17. Jahrhundert trug die Starosadskij-Gasse den Namen Kwasnoi sowie Kiselny, die hier produziert wurden. Am Anfang des 19. Jahrhunderts, als hier die Kirche der Heiligen Cosmas und Damian errichtet wurde, bekam die Gasse den Namen Cosmodamianski.

### Kathedrale St. Peter und Paul
1817 wurde von der deutschen Gemeinde der Kirche des Heiligen Peter und Paul in der Cosmodamianski-Gasse das Lopuchin-Herrenhaus gekauft, um hier eine neue Kirche zu errichten, da das ehemalige Kirchengebäude, das sich seit 1694 in der Nemezkaja sloboda befand, während des Brandes von 1812 zerstört wurde. Das Herrenhaus wurde 1818 bis 1819 für Gottesdienste stark umgebaut. Im August 1819 wurde die Kirche eingeweiht. 1837 wurde sie mit einer Orgel ausgestattet. Am 4. Maijul. / 16. Mai 1843greg. gab hier Franz Liszt ein Benefizkonzert. 1862, als die Gemeinde eine Mitgliederzahl von über 6000 erreicht hatte, wurde die Kirche vom Architekten Alexander Meingard nochmals im neogotischen Stil stark umgebaut. Sie erhielt einen Glockenturm und bekam 1863 eine Glocke als Geschenk von Wilhelm I. 1896 wurde hier ein Orgelkonzert von Charles-Marie Widor aufgeführt.
Ende des 19. Jahrhunderts, als die Zahl der Gemeindemitglieder auf 17.000 angewachsen war (darunter 14.000 Deutsche, 2000 Letten, 600 Esten sowie einige hundert Finnen, Schweden und andere), wurde beschlossen, ein neues Gebäude zu errichten. Es wurde am 5. Dezemberjul. / 18. Dezember 1905greg. geweiht und steht bis heute. Die Turmspitze, die 1957 vor Beginn der VI. Weltfestspiele der Jugend und Studenten entfernt worden war, wurde im 21. Jahrhundert wiederhergestellt.

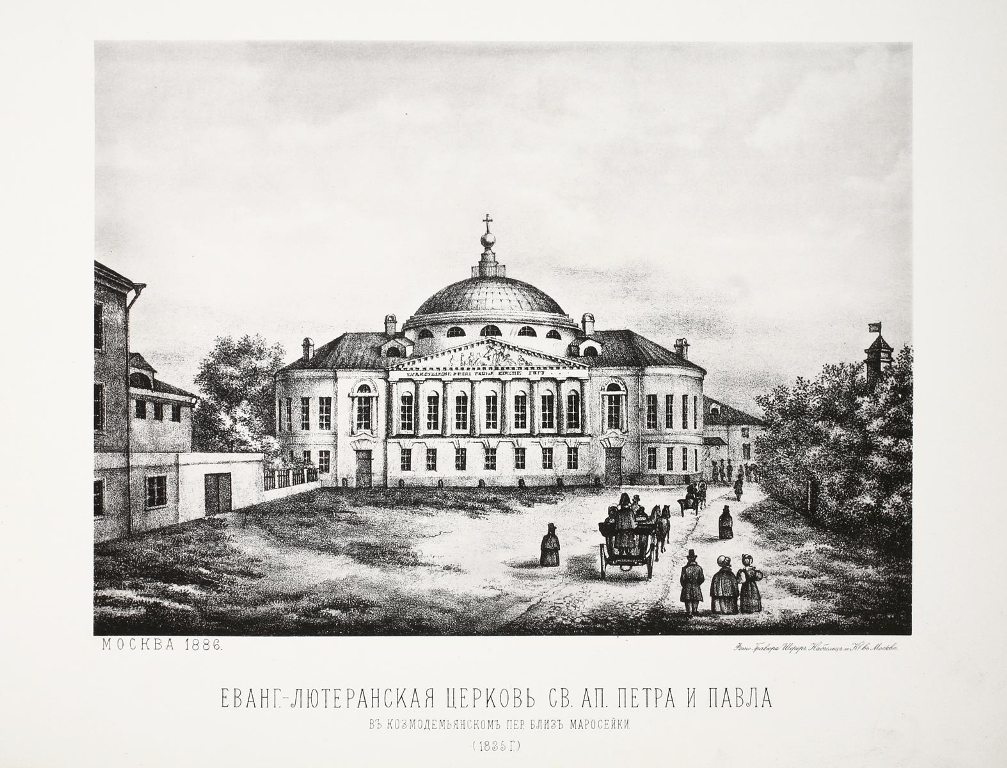
Das umgebaute Lopuchin-Herrenhaus als erstes Kirchengebäude. Bild von 1835
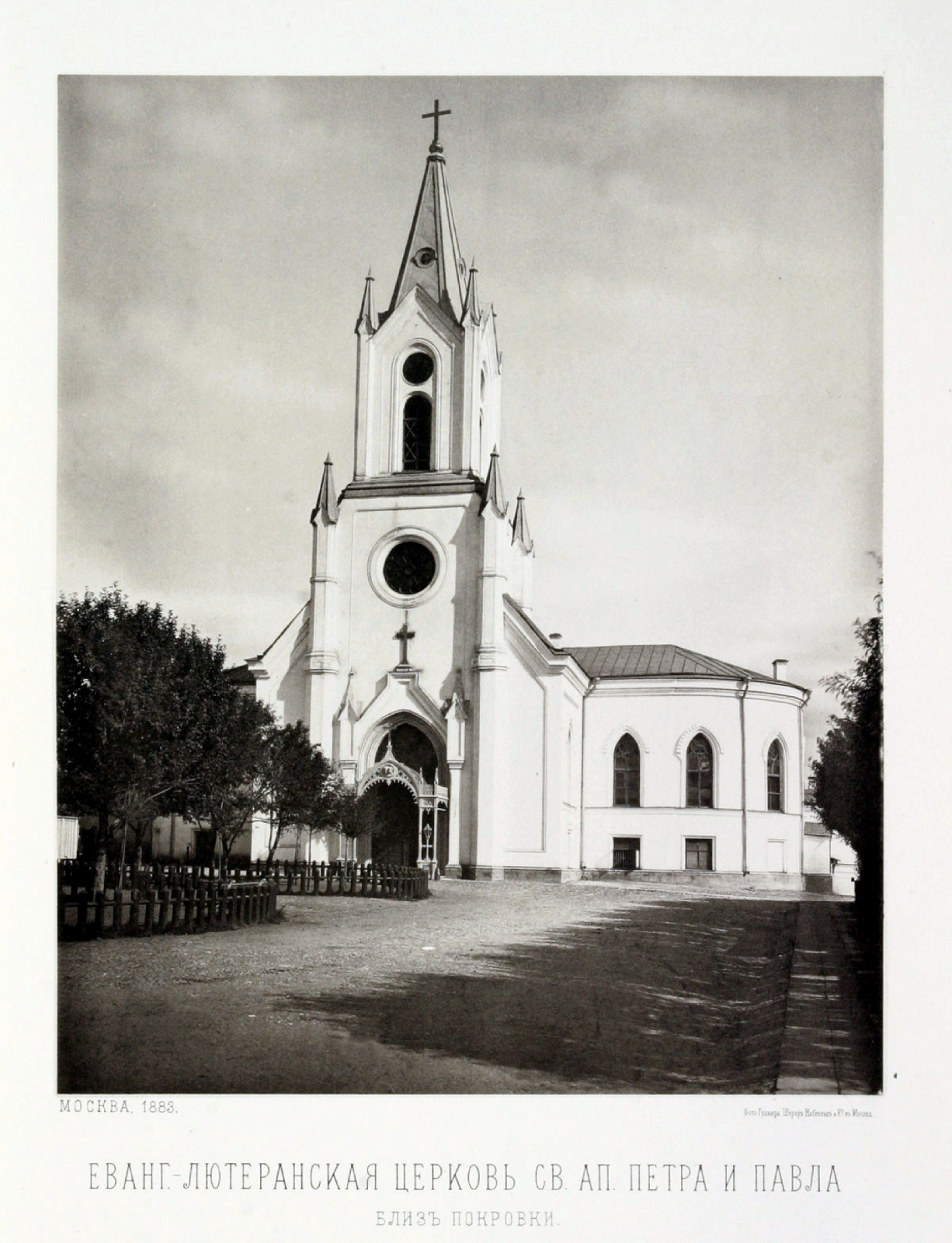
Zweites Kirchengebäude. Foto von 1883
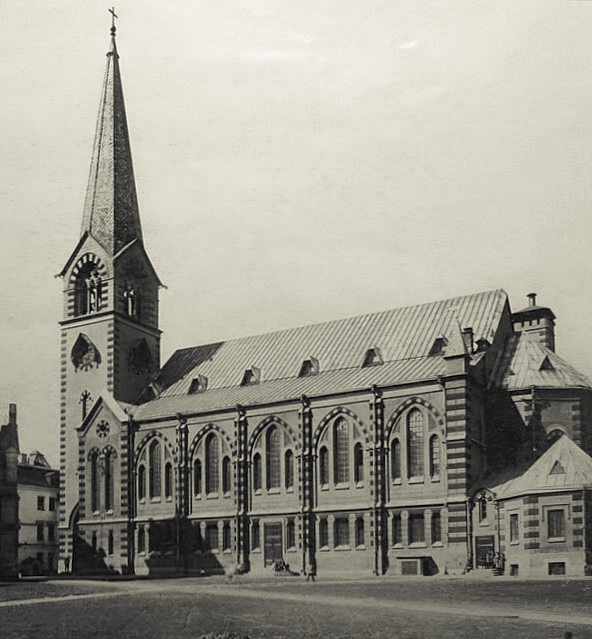
Drittes, heutiges Kirchengebäude
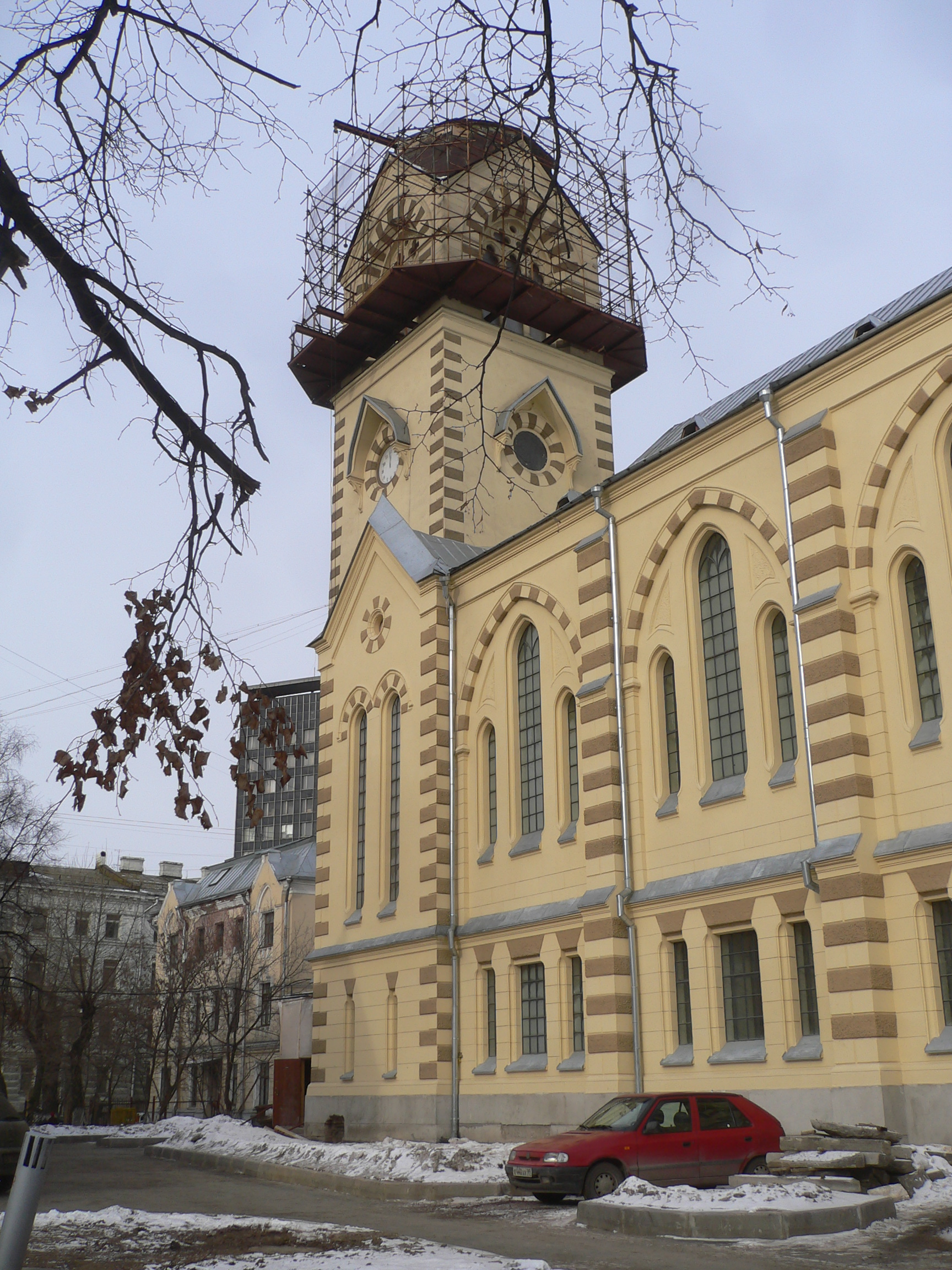
Kirchturm ohne Spitze
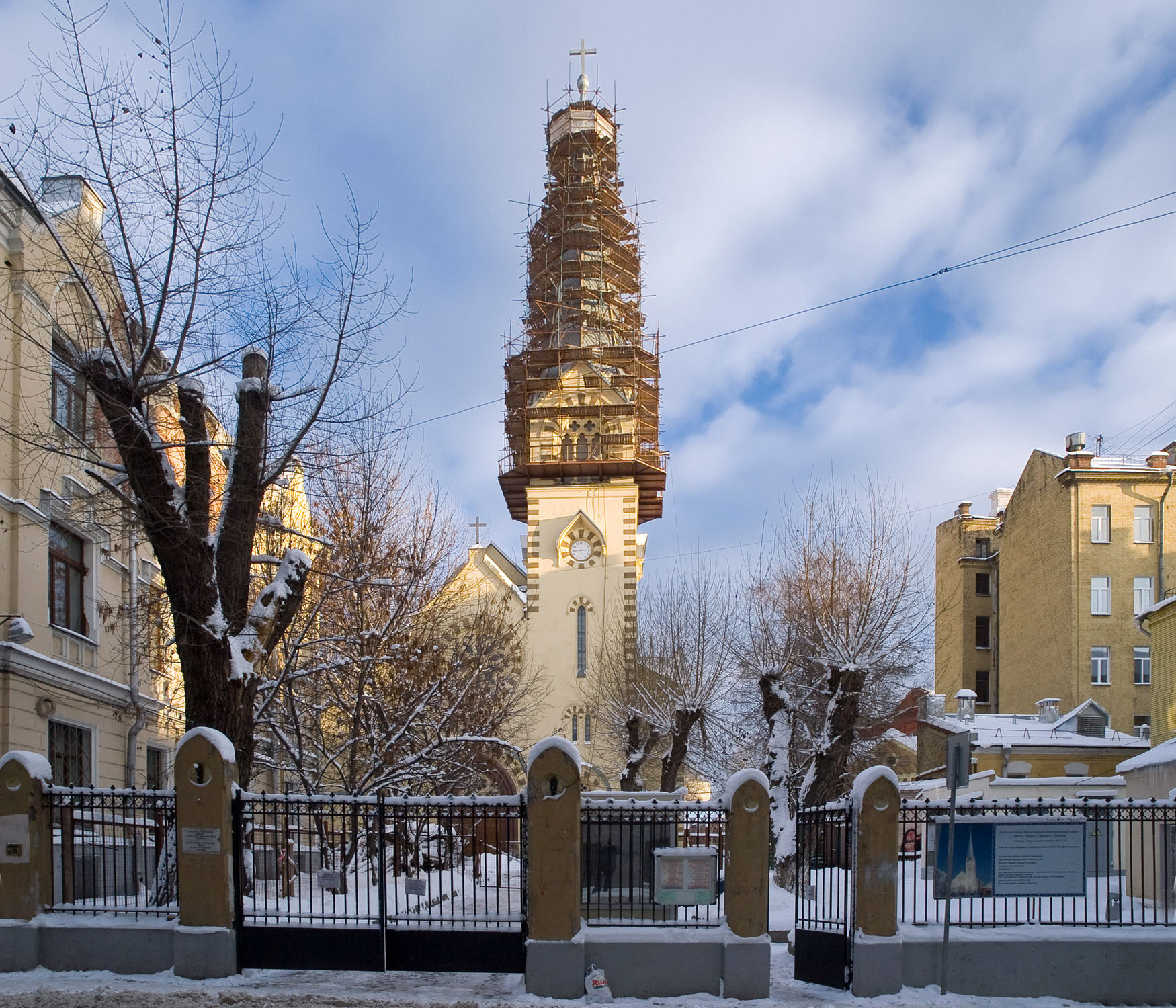
Restaurierung. Foto von 2010
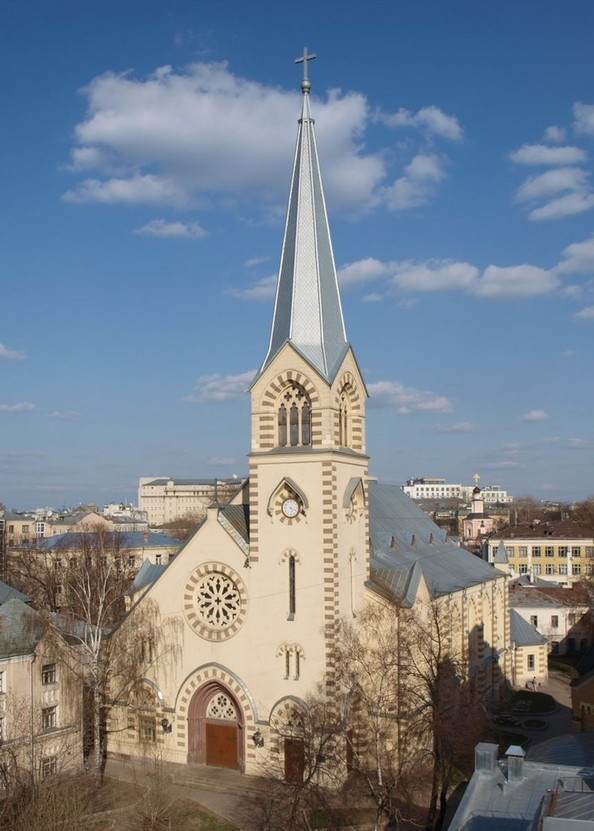
Foto von 2013

## Beschreibung
Die Starosadski-Gasse ist hauptsächlich mit Gebäuden aus dem 18. und 19. Jahrhundert bebaut. Hier befinden sich unter anderem:
- Hausnummer 3/1. Herrenhaus Kostyljowa-Wittich-Jurgens von 1813 bis 1817; 1871 und in den 1980er Jahren wurde es restauriert.
- Hausnummer 5/8. Herrenhaus aus dem 18. Jahrhundert. Heute (Stand 2018) befindet sich hier die Union der Künstler Moskaus.
- Hausnummer 7/10. Kathedrale St. Peter und Paul von dem Architekten Wiktor Kossow, mit zugehörigen Gebäuden, unter anderem die Kapelle von Fjodor Ossipowitsch Schechtel von 1898.
- Hausnummer 9/1. Kumanin-Herrenhaus. Zweistöckiges Gebäude von 1756. 1802 wurde ein drittes Geschoss aufgesetzt. 1828 wurde dieses Gebäude von dem Kaufmann Alexander Alexeewitsch Kumanin gekauft. Die jüngere Schwester seiner Frau, Marija Netschaewa, heiratete den Arzt Michail Dostojewski und war die Mutter von Fjodor Michailowitsch Dostojewski. In seiner Kindheit und Jugend war Dostojewski hier oft zu Gast. Seine jüngeren Geschwister lebten nach dem Tod seiner Eltern in diesem Haus. Die Erinnerungen an das Haus, die sein jüngster Bruder, der Architekt Andrei, hinterlassen hat, wurden 1930 veröffentlicht.[2] 1901 wurde dieses Gebäude nochmals von dem Architekten Boris Koschewnikow umgebaut. Seit 1938 befindet sich hier die Staatliche öffentliche historische Bibliothek (GPIB).
- Hausnummer 9/3. Ein Neubau für die GPIB von 1988.
- Hausnummer 8/1. Ein ursprünglich zweistöckiges Wohngebäude aus dem 17. Jahrhundert (russ. Palaty) wurde 1878 von dem Architekten Konstantin Terski im klassizistischen Stil umgebaut.[3] In den 1930er Jahren wurden noch zwei Stockwerke aufgesetzt. Im 19. Jahrhundert war der Besitzer des Gebäudes Ilja Saltykow, Bruder von Michail Jewgrafowitsch Saltykow-Schtschedrin, der hier während seiner Besuche in Moskau lebte.
- Hausnummer 10/1. Krasnogorowa-Blinowy-Wohngebäude aus dem 18. Jahrhundert, 1880–1881 und 1900 umgebaut.
- Hausnummer 11/1. Kirche des Fürsten Wladimir in den Alten Gärten. Das Gebäude wurde 1514 bis 1516 auf Befehl von Wassili III. von dem Architekten Aloisio der Neue errichtet, in der zweiten Hälfte des 17. Jahrhunderts wurde es stark umgebaut. Unter der Sowjetherrschaft wurde die Kirche ab 1933 für Gottesdienste geschlossen und von der Staatlichen öffentlichen historischen Bibliothek genutzt. 1990 wurde sie an die Russisch-Orthodoxe Kirche zurückgegeben.

Die nächstgelegene Metrostation ist Kitai-Gorod.

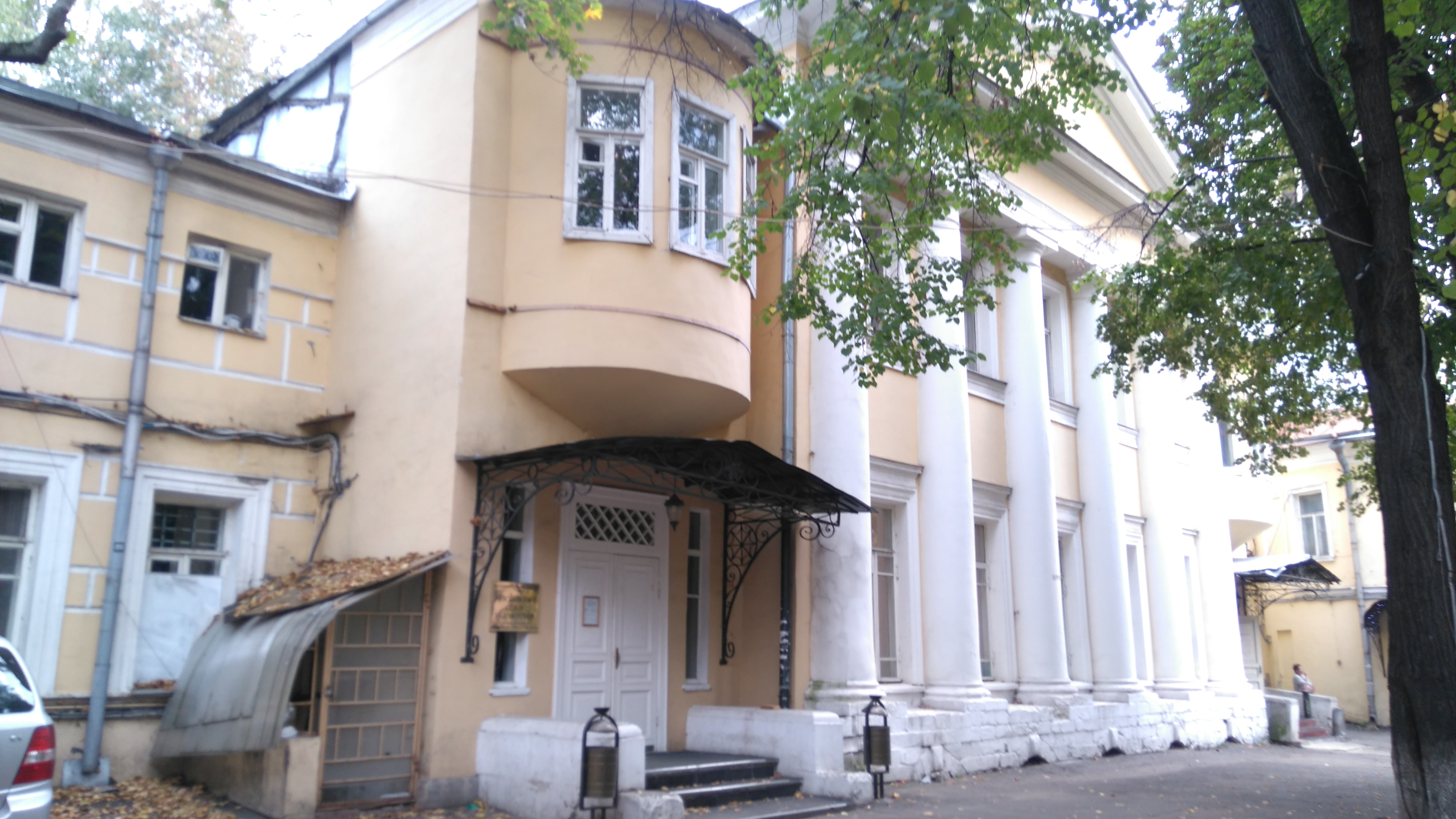
Nr. 5/8
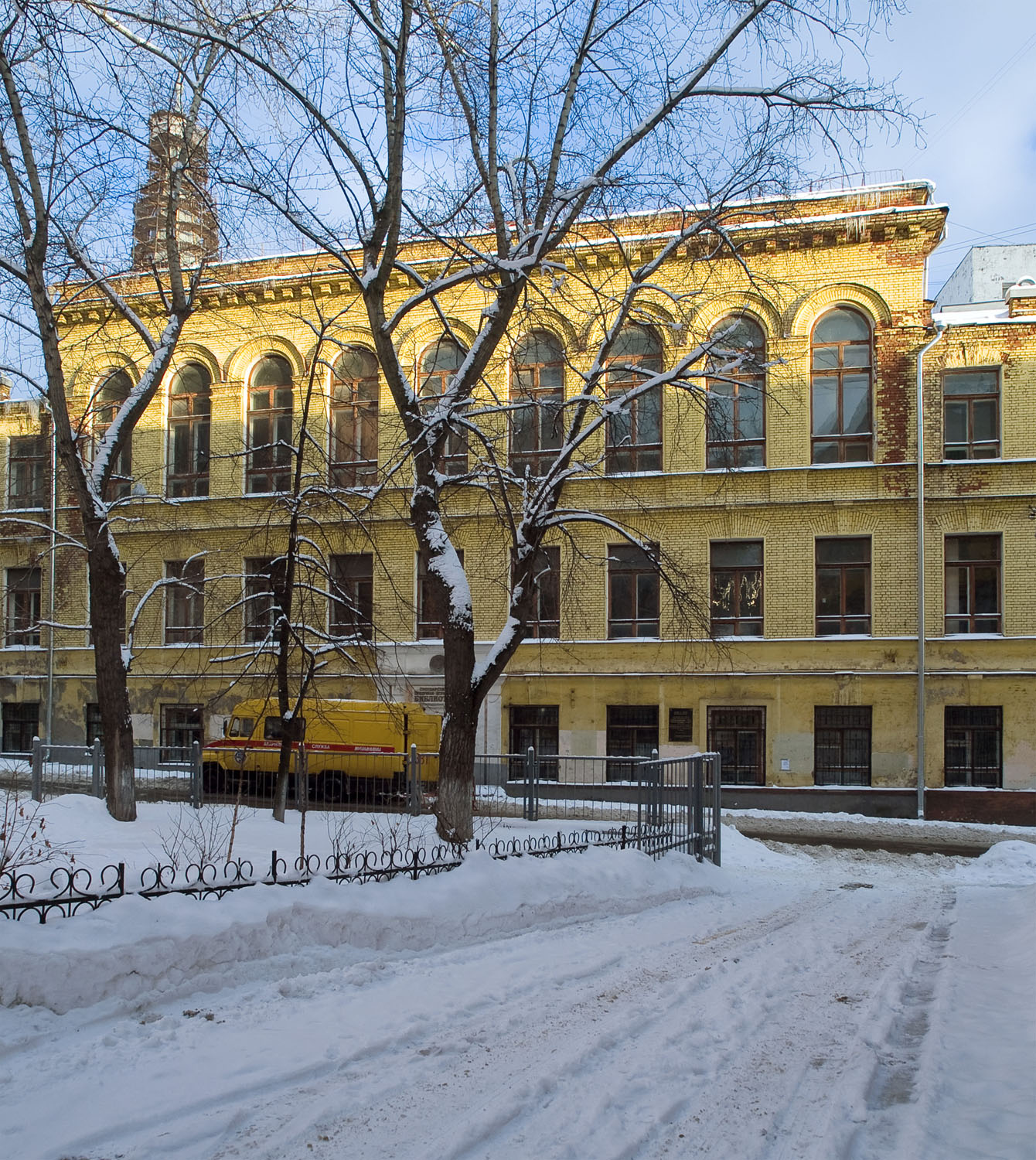
Nr. 9/1
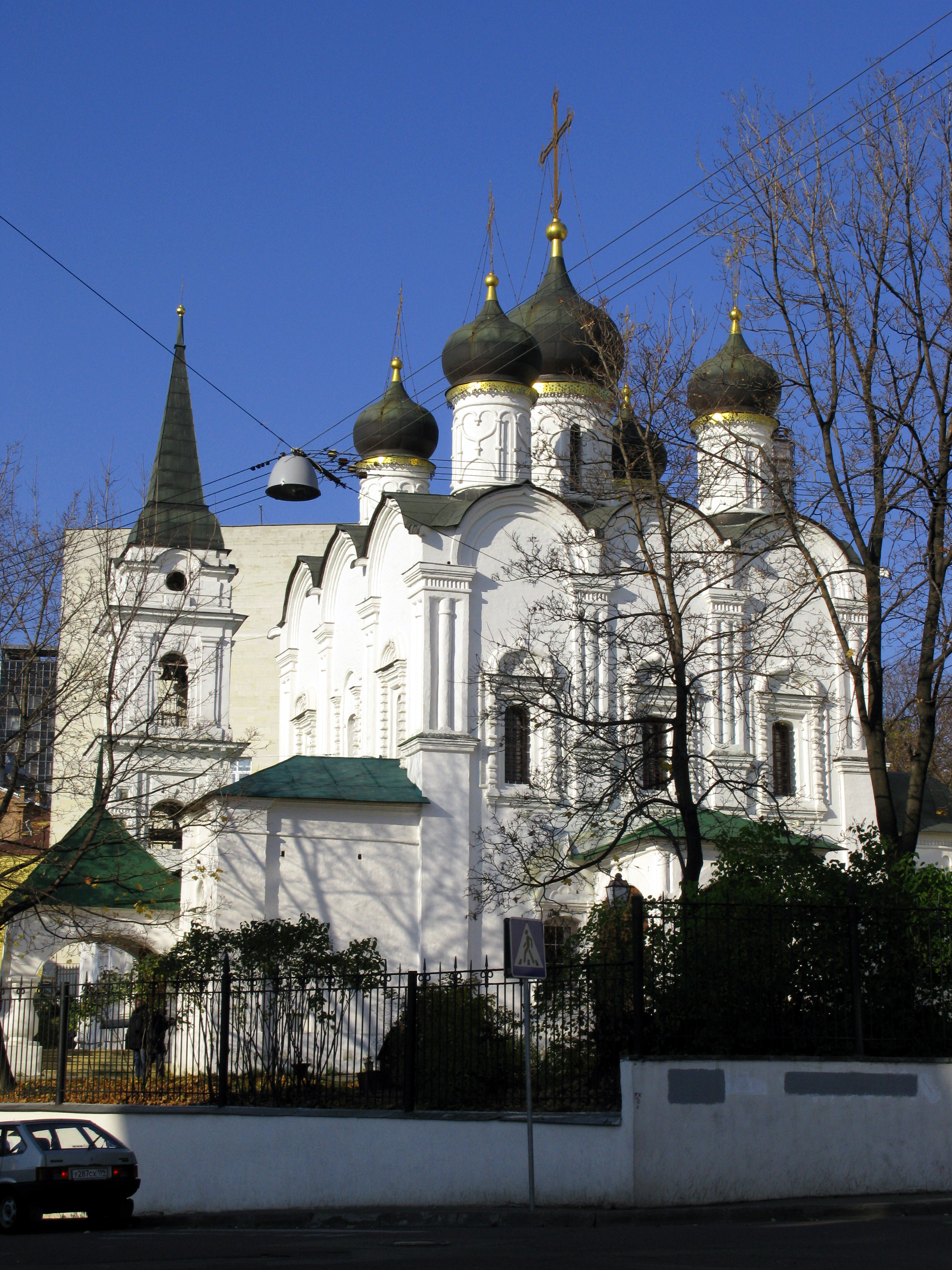
Nr. 11/1
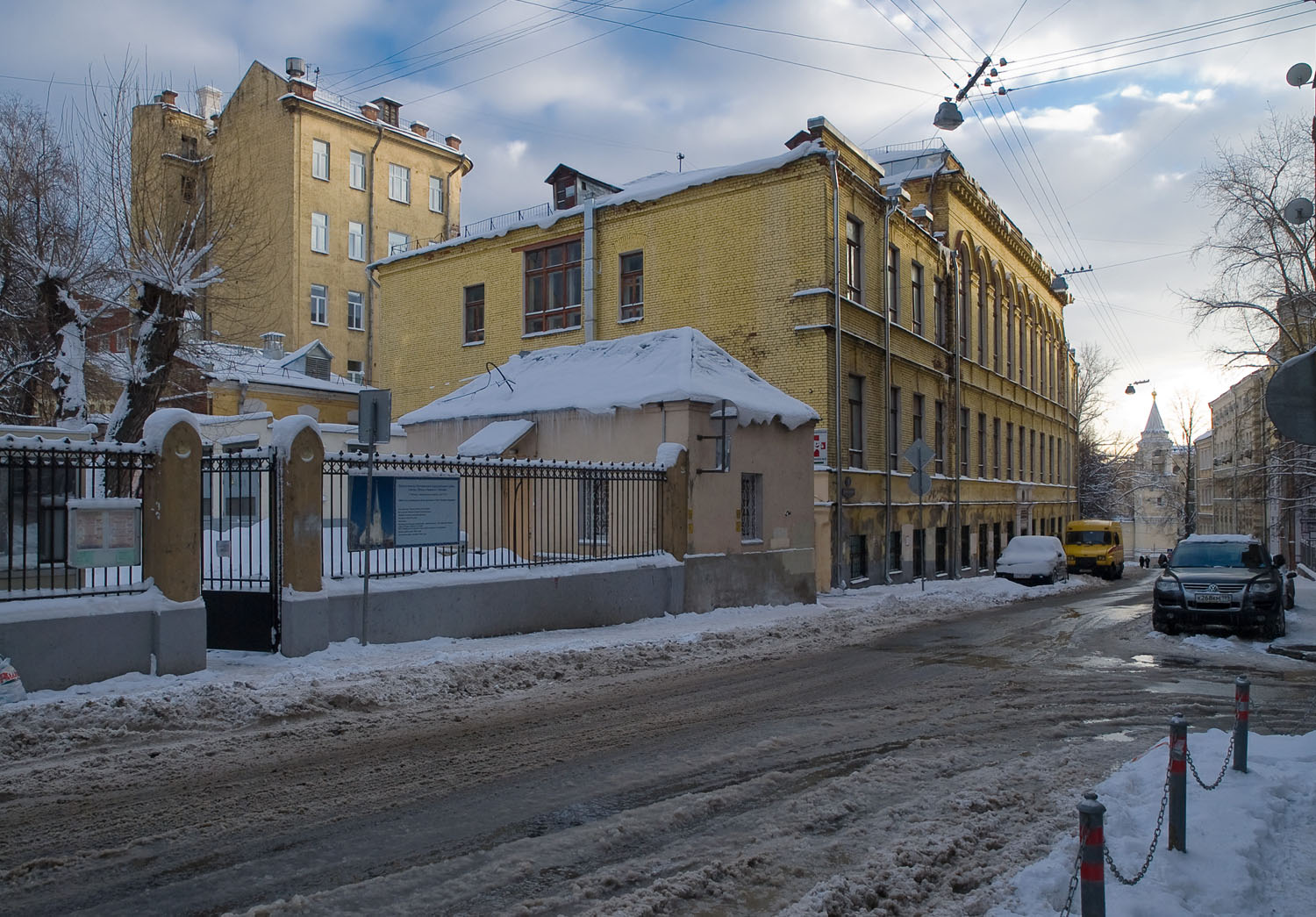
Starosadskij-Gasse
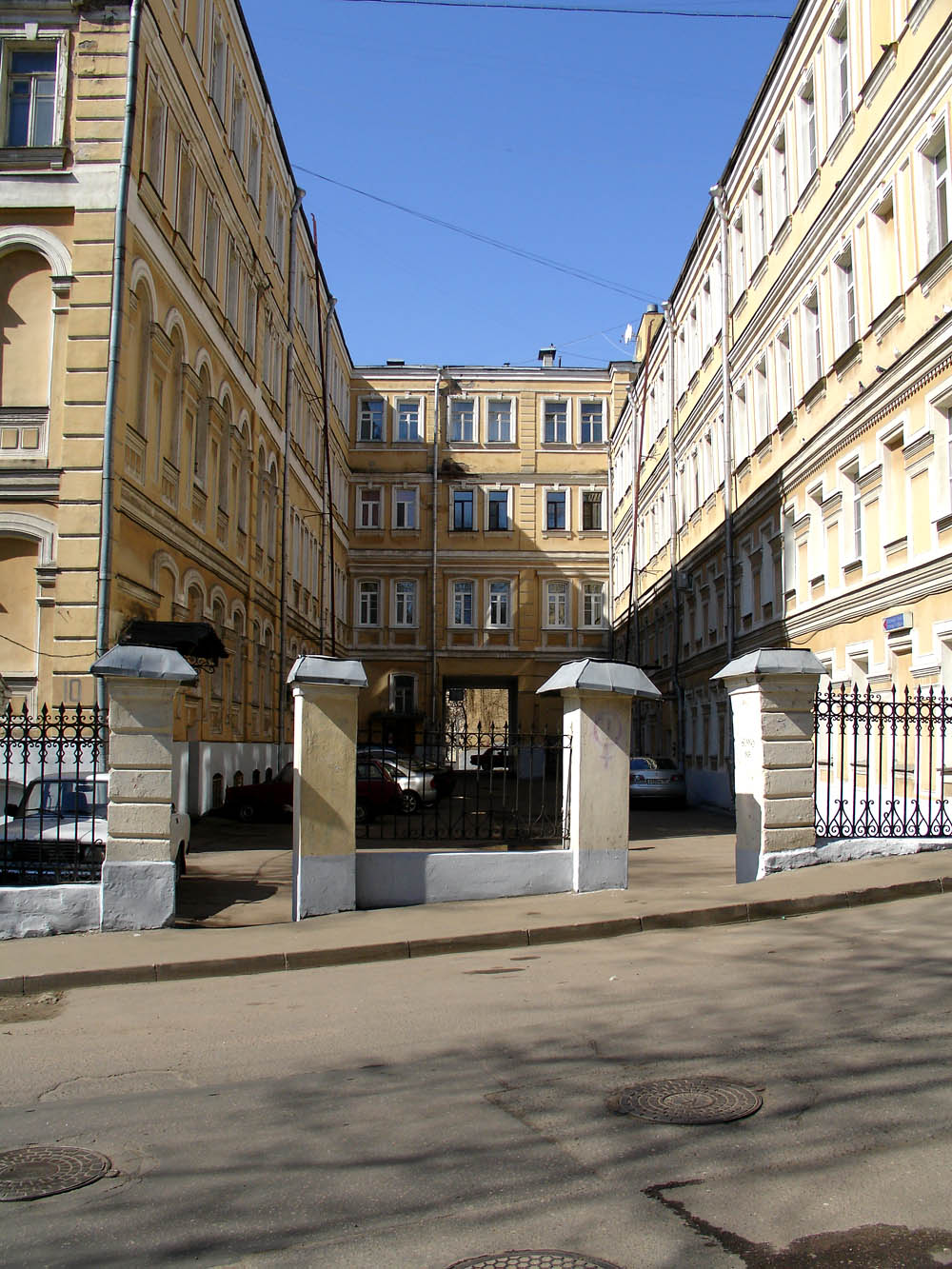
Nr. 10/1